# Turgi

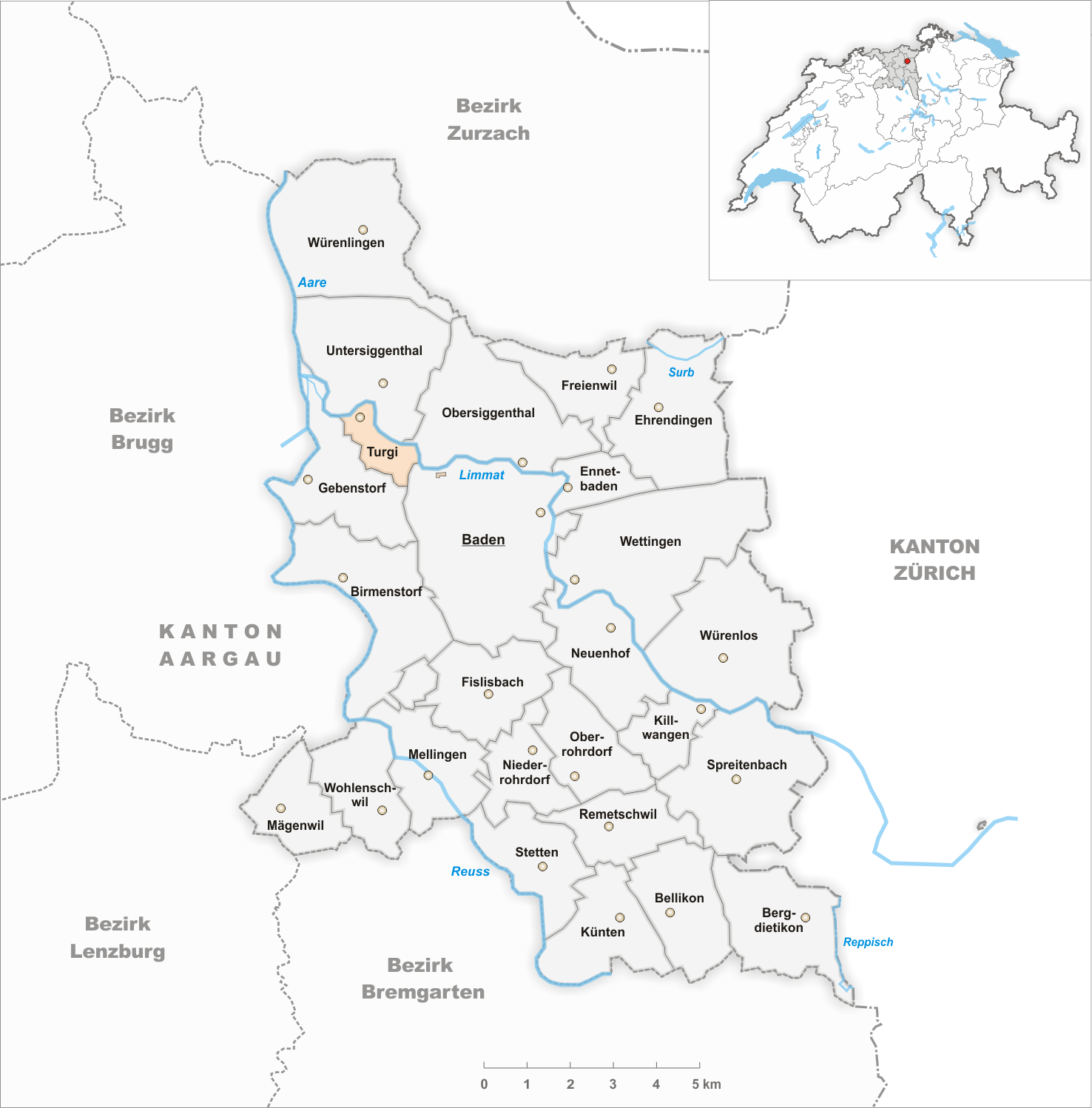
Gemeindestand vor der Fusion am 1. Januar 2024

Turgi, im alemannischen Ortsdialekt Tuurgi [tʊːrgi], ist ein Stadtteil von Baden im Schweizer Kanton Aargau. Er liegt im Nordwesten des Stadtgebiets im unteren Limmattal, nahe der Mündung der Limmat in die Aare. Das Dorf war eine eigenständige Einwohnergemeinde im Bezirk Baden und fusionierte am 1. Januar 2024 mit Baden, wodurch Baden zur einwohnerstärksten Aargauer Gemeinde wurde.

## Geographie
Turgi liegt zwischen dem Nordabhang des zum Tafeljura gehörenden Gebenstorfer Horns und dem Südufer der Limmat. Die Siedlung Gehling an der Hauptstrasse Brugg-Baden und der östlich gelegene Ortsteil Wil, die zusammen die so genannte Hochzone bilden, befinden sich über einer steil abfallenden Hangstufe auf der Schotterterrasse. Das Dorfzentrum liegt auf einer dreissig Meter tiefer gelegenen Halbinsel in einer Flussschlaufe der Limmat im ehemaligen Auengebiet. Die nördliche Spitze dieser Halbinsel wird von einem künstlichen Kanal durchschnitten, an der das Wasserkraftwerk Turgi steht.
Die Fläche des früheren Gemeindegebietes betrug 155 Hektaren, davon waren 57 Hektaren bewaldet und 74 Hektaren überbaut. Der höchste Punkt lag auf 555 Metern am Chörnlisberg, einem Ausläufer des Gebenstorfer Horns, der tiefste auf 333 Metern an der Limmat. Nachbargemeinden waren Untersiggenthal im Norden, Obersiggenthal im Nordosten, Baden im Osten sowie Gebenstorf im Süden und Westen. Auf dem Gebiet der Stadt Baden befand sich eine kleine Exklave, die aus einer von Wald umschlossenen Wiese bestand.

## Geschichte
Der 1281 erstmals erwähnte Ortsname Turgi geht auf den Namen der mittelalterlichen Landgrafschaft Thurgau zurück, die im frühen Mittelalter bis an die Aare reichte. Das nahe gelegene Wasserschloss der Schweiz bildete die Grenze zwischen dem Thurgau (östlich der Reuss-Aare-Linie), dem Aargau (zwischen Aare und Reuss) sowie dem Augstgau (zwischen Aare und Rhein).

Luftansicht (1958)

Bis Anfang des 19. Jahrhunderts bestand Turgi lediglich aus dem Anwesen eines Fährmanns an der Limmat. Östlich davon lag der bescheidene Weiler Wil. Dort stiess ein Bauer im Jahr 1534 beim Pflügen auf einen römischen Meilenstein, der 99 n. Chr. während der Herrschaft von Kaiser Trajan an der Heeresstrasse von Vindonissa in Richtung Aquae Helveticae aufgestellt wurde. Heute ist er im Landesmuseum Zürich zu sehen. Der Meilenstein zeigte an, dass die Stadt Aventicum 85 römische Meilen entfernt ist (entspricht 125,8 km). Am früheren Standort steht heute eine originalgetreue Kopie.
Der Aufschwung begann erst, als die Zürcher Fabrikantenfamilie Bebié die Flussschlaufe als günstigen Standort für den Bau einer Fabrikanlage auswählte. 1826 wurde der Grundstein für die erste Baumwollspinnerei gelegt, die zweite Fabrik folgte 1833. Rund um die Fabriken entstanden ein Flusskraftwerk und eine frühe Industriearbeitersiedlung. Das Wachstum beschleunigte sich weiter mit der Eröffnung der Eisenbahnstrecke Baden–Turgi–Brugg am 29. September 1856. Die Inbetriebnahme der Zweigstrecke nach Koblenz und Waldshut folgte am 18. August 1859.
Der Gegensatz zwischen den alteingesessenen Gebenstorfern (zu deren Gemeinde Turgi gehörte) und den Turgemern verstärkte sich allmählich. Obwohl Turgi mittlerweile mehr Einwohner zählte und die grössere Steuerkraft hatte, wurden ihre Einwohner bei den Gemeindeversammlungen regelmässig überstimmt, da die Bevölkerung des neuen Dorfes einen hohen Anteil nicht stimmberechtigter Jugendlicher und Ausländer aufwies. Nachdem der Grosse Rat des Kantons Aargau das dritte Gesuch um Verselbständigung genehmigt hatte, erfolgte am 1. Januar 1884 die Trennung von Gebenstorf, und Turgi ist seither eine selbständige politische Gemeinde. Innerhalb eines Jahrhunderts vervierfachte sich die Einwohnerzahl.
Am 12. März 2023 stimmte die Turgemer (sowie auch die Badener) Stimmbevölkerung der Gemeindefusion mit der Stadt Baden zu. Turgi wurde dadurch zu einem Quartier von Baden. Durch die Fusion wurde Baden ab dem 1. Januar 2024 auch die einwohnergrösste Aargauer Gemeinde.

## Sehenswürdigkeiten

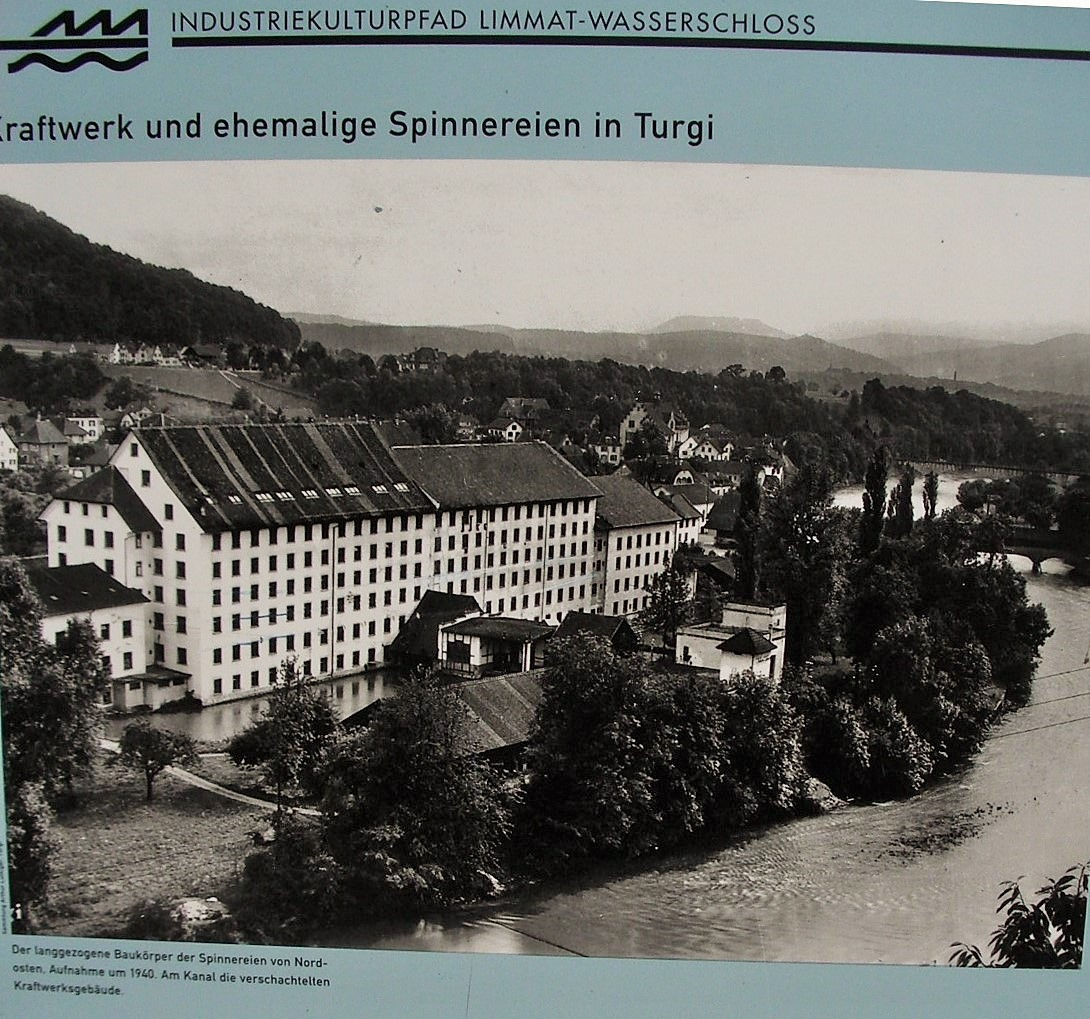
Alte Spinnereien mit Kraftwerk

Das Ortsbild Turgis wird in grossem Masse von den Industriebauten und der Arbeitersiedlung des 19. Jahrhunderts geprägt, die im klassizistischen und neugotischen Stil errichtet worden sind. Südlich der Bahnlinie entstanden um 1900 zahlreiche herrschaftliche Fabrikantenvillen. Die Gebäude sind fast alle erhalten geblieben und befinden sich in einem ausgezeichneten Zustand. Als Anerkennung für die Erhaltung der Industriekultur erhielt Turgi im Jahr 2002 den Wakkerpreis. Die reformierte Kirche Turgi wurde 1960 errichtet.

## Wappen
Die Blasonierung des ehemaligen Gemeinde- und jetzigen Stadtteilwappen lautet: «In Rot weisser Schräglinienfluss, begleitet von schwarzem Zahnrad und gelber Ähre.» Das Wappen wurde 1922 eingeführt und löste jenes von 1883 ab, das gegen beinahe jede heraldische Regel verstossen hatte. Der Schrägfluss symbolisiert die Limmat, das Zahnrad die Industrie (der Turgi überhaupt seine Existenz zu verdanken hat) und die Ähre die Landwirtschaft.

## Bevölkerung
Die Einwohnerzahlen entwickelten sich wie folgt:
| Jahr      | 1900 | 1930 | 1950 | 1960 | 1970 | 1980 | 1990 | 2000 | 2010 | 2020 |
| Einwohner | 877  | 1441 | 1642 | 1860 | 2395 | 2704 | 2625 | 2400 | 2903 | 2963 |

Am 31. Dezember 2022 lebten 3010 Menschen in Turgi, der Ausländeranteil von 39,8 % war fast doppelt so hoch wie der kantonale Durchschnitt. Bei der Volkszählung 2015 bezeichneten sich 36,8 % als römisch-katholisch und 16,9 % als reformiert; 46,3 % waren konfessionslos oder gehörten anderen Glaubensrichtungen an. 73,2 % gaben bei der Volkszählung 2000 Deutsch als ihre Hauptsprache an, 7,6 % Italienisch, 3,2 % Albanisch, 3,0 % Serbokroatisch, 2,5 % Türkisch, 1,6 % Portugiesisch, 1,5 % Englisch und 1,3 % Französisch.

## Wirtschaft
Die Industrie, der das Dorf Turgi überhaupt seine Entstehung zu verdanken hat, ist in den letzten Jahrzehnten etwa zur Hälfte durch Dienstleistungsbetriebe verdrängt worden. Der Standort Turgi der ABB liegt beidseits der Limmat, wobei der weitaus grösste Teil der Betriebsgebäude auf dem rechten Ufer und damit auf dem Gemeindegebiet von Untersiggenthal steht. Die aus der ABB entstandene und immer noch im alten Spinnereigebäude einquartierte Ampegon AG ist einer der Marktführer für Rundfunksender im Kurz- und Mittelwellenbereich sowie bei Hochspannungs- und Hochfrequenzverstärkern. Ebenso steht hier eine Kehrichtverbrennungsanlage.
Insgesamt gibt es in Turgi gemäss der im Jahr 2015 erhobenen Statistik der Unternehmensstruktur (STATENT) rund 1000 Arbeitsplätze, davon 53 % in der Industrie und 47 % im Dienstleistungsbereich. Zahlreiche Erwerbstätige sind Wegpendler und arbeiten in den nahe gelegenen Städten Baden und Brugg.

## Verkehr

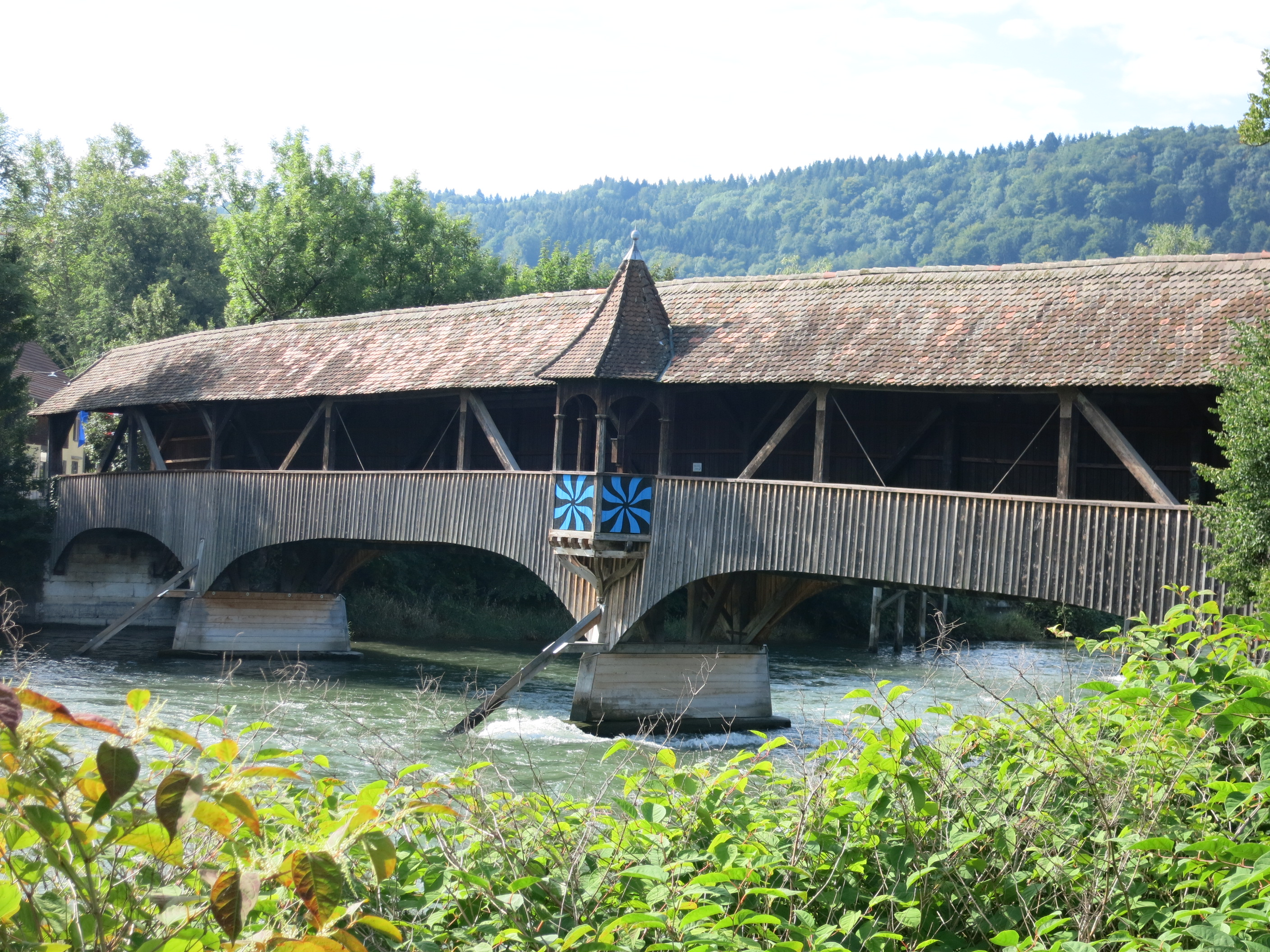
Alte Holzbrücke über die Limmat

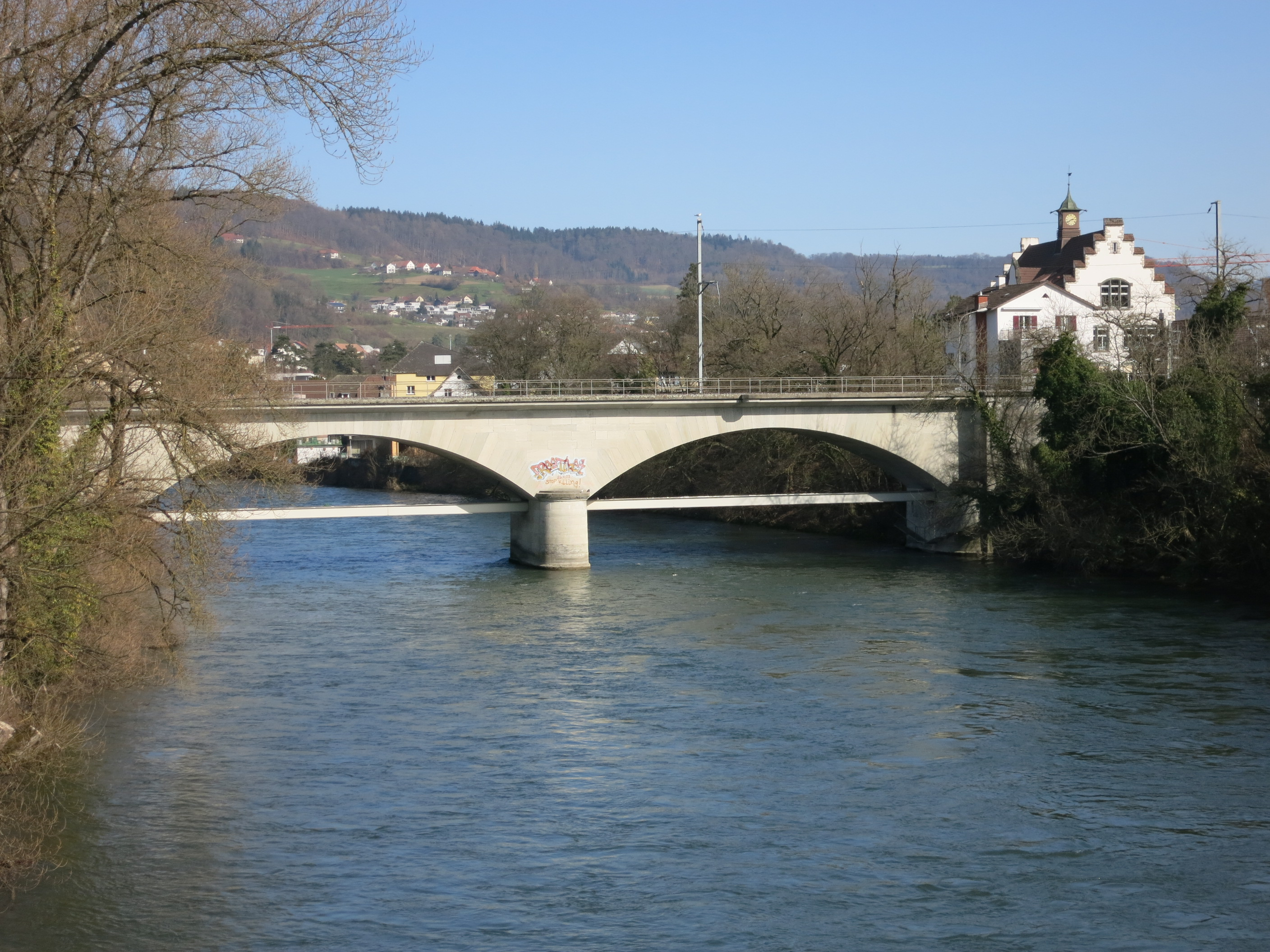
Die SBB-Limmatbrücke Turgi

Turgi ist verkehrsmässig ausgezeichnet erschlossen. Der Bahnhof Turgi liegt an der SBB-Hauptlinie Zürich–Basel (Bözbergstrecke) und wird von der S-Bahn Zürich bedient. Hier zweigt die Strecke ins untere Aaretal ab, mit Zügen nach Bad Zurzach und Waldshut. Über den Bahnhof verläuft auch die Postautolinie von Gebenstorf über Untersiggenthal nach Würenlingen. Der Ortsteil Wil und die Hochzone von Turgi werden durch eine RVBW-Buslinie bedient. An Wochenenden verkehren eine Nacht-S-Bahn (Winterthur–Zürich HB–Baden–Brugg–Lenzburg–Aarau) und ein Nachtbus von Baden über Turgi und Birmenstorf zurück nach Baden.
Durch die Hochzone und Wil verläuft die vielbefahrene Hauptstrasse 3 von Baden nach Brugg. Drei Strassen- und eine Eisenbahnbrücke führen über die Limmat nach Untersiggenthal.

## Bildung
In Turgi können die Schulkinder den Kindergarten, die Primarschule und die Bezirksschule besuchen. Jugendliche, welche die Realschule und die Sekundarschule besuchen, müssen sich in die benachbarten Dörfer Untersiggenthal und Gebenstorf begeben. Die nächstgelegenen Gymnasien sind die Kantonsschule Baden und die Kantonsschule Wettingen.

## Persönlichkeiten
- Hans Georg Bellmann (1911–1990), Produktgestalter und Architekt
- Peter Tico Keller (* 1942), Jazzmusiker
- Hermann Müri (1874–1938), Politiker und Gewerkschafter
- Marie Meierhofer (1909–1998), Kinderärztin und Mitbegründerin des Kinderdorfes Pestalozzi in Trogen